# 陳熾
陳 熾（ちん し、Chen Chi、1855年 - 1900年）は、清末の官僚・経済学者。字は克昌、号は次亮または瑤林館主。
江西省瑞金県瑞林郷塘横背出身。12歳で秀才となり、19歳で抜貢となった。1882年、挙人となり戸部に職を得、さらに刑部や軍機処などに移った。1891年、鄭観応が『盛世危言』を著すのに関わり、さらに序を書いた。1893年、『庸書』を著した。『庸書』では日本が明治維新で商工業を重視して植民地化の危機を脱した経験を検討し、清も日本を見習って商部を設けて、重農抑商の伝統政策を転換して商工業を発展させるよう説いた。その後維新派の活動に参加し、強学会の主要メンバーとなった。1896年、アダム・スミスの『国富論（国富策）』を読み、清の国情に合わせて富国強兵の道を探り、『続国富策』を著した。『続国富策』は農工・砿書・工書・商書の4巻60編からなり、大きな反響を得た。